# Juan Manuel Tomasello
Juan Manuel Tomasello (Vicente López, Provincia de Buenos Aires, 15 de enero de 1988) es un piloto argentino de automovilismo. Desarrolló su carrera deportiva y profesional en categorías de su país, destacándose en las divisiones de la Asociación Corredores de Turismo Carretera.
Sus inicios tuvieron lugar en el ámbito del motociclismo de enduro, donde compitió entre los años 2011 y 2012, para luego pasar a desarrollar su actividad en automovilismo. En 2013 debutó en la categoría promocional MINI Challenge Argentina, mientras que en 2014 hizo lo propio en la Clase 3 del Turismo Pista.
Tras estas participaciones inició su derrotero en las divisiones inferiores de la Asociación Corredores de Turismo Carretera, debutando en 2015 en el TC Pista Mouras, donde compitió al comando de un Chevrolet Chevy, formando equipo con su padre Juan José. Sus participaciones incluyeron su ascenso al TC Mouras en 2016 y su participación como piloto invitado por Christian Dose a la competencia de los 1000 km de Buenos Aires de Turismo Carretera en 2018, lo que constituyó su debut en la máxima categoría del automovilismo argentino.
Para 2020 aseguró su continuidad en el TC Mouras, siendo confirmado como miembro de un nuevo equipo formado a partir de la alianza entre su padre Juan José Tomasello y la escudería Azar Motorsport.

## Biografía
Inició su carrera automovilística en 2013, compitiendo en la categoría promocional MINI Challenge Argentina la cual oficiaba de soporte del TC 2000. Durante está incursión, alcanzó a llevarse un podio en el Autódromo Oscar Cabalén y dos victorias en el Autódromo Parque de la Velocidad y en el Autódromo Oscar y Juan Gálvez, lo que lo terminó posicionando en la cuarta colocación del campeonato. Estos pergaminos le permitieron ser convocado para competir en la última fecha del campeonato de la Clase 3 del Turismo Pista, donde se presentó al comando de un Volkswagen Gol de Jorge Baliñas.
En 2014 aseguró su continuidad en la Clase 3 del TP, donde pasó a competir al comando de un Chevrolet Corsa del equipo IPG Racing, con asistencia de Gabriel Bianco. Sin embargo, tras un par de competencias resolvió cambiar de marca, volviendo a confiar en Jorge Baliñas y subiendo en esta oportunidad a un Renault Clio.
Tras estas experiencias, en 2015 inició su carrera dentro de las divisiones de la Asociación Corredores de Turismo Carretera, al debutar en la divisional TC Pista Mouras, donde incursionó al comando de un Chevrolet Chevy formando parte del equipo de su padre Juan José, el Grupo Tomasello Sport. Su participación en esta divisional duró un año más, en los cuales sumó la experiencia suficiente para recibir a fin de 2016 el ascenso y la habilitación para competir en la divisional TC Mouras.
Dentro de esta divisional compitió con muchos altibajos, logrando afianzarse en los años 2019 y 2020. Previo a ello, en 2018 tuvo su primera experiencia al comando de un Turismo Carretera, al ser invitado junto a su padre Juan José para integrar la tripulación del piloto Christian Dose, a fin de participar en la competencia de los 1000 km de Buenos Aires.
En 2020, su padre Juan José estableció una alianza con la escudería Azar Motorsport, lo cual significó un salto de calidad muy importante para Juan Manuel, ya que en esta temporada peleó palmo a palmo el campeonato de TC Mouras, logrando además su primera victoria en el año. Sus actuaciones le terminaron valiendo finalmente el cuarto lugar del campeonato y el derecho a participar en 2021 dentro del TC Pista.
En 2021, el Grupo Tomasello Sport renovó su vínculo con el Azar Motorsport, con miras al debut de Juan Manuel y su padre Juan José en la divisional TC Pista.

## Trayectoria
| Temporada | Categoría                        | Equipo                | Coche              | Carreras   | Victorias  | Podios     | Poles      | VR         | Puntos     | Pos.       |            |
| --------- | -------------------------------- | --------------------- | ------------------ | ---------- | ---------- | ---------- | ---------- | ---------- | ---------- | ---------- | ---------- |
| 2013      | MINI Challenge Argentina         | Genérico              | MINI Cooper        | 5          | 2          | 3          | 2          | 1          | 56.00      | 4º         |            |
| 2013      | Clase 3 del Turismo Pista        | Febase Competición    | Volkswagen Gol AB9 | 1          | 0          | 0          | 0          | 0          | 0.00       | 78º        |            |
| 2014      | Clase 3 del Turismo Pista        | IPG Racing            | Chevrolet Corsa    | 2          | 0          | 0          | 0          | 0          | 11.00      | 40º        |            |
| 2014      | Clase 3 del Turismo Pista        | Febase Competición    | Renault Clio       | 1          | 0          | 0          | 0          | 0          | 11.00      | 40º        |            |
| 2015      | TC Pista Mouras                  | Grupo Tomasello Sport | Chevrolet Chevy    | 14         | 0          | 0          | 0          | 0          | 260.00     | 15º        |            |
| 2016      | TC Pista Mouras                  | Grupo Tomasello Sport | Chevrolet Chevy    | 9          | 0          | 1          | 0          | 0          | 309.50     | 13º        |            |
| 2016      | TC Pista Mouras                  | Trotta Racing Team    | Chevrolet Chevy    | 6          | 0          | 0          | 0          | 0          | 309.50     | 13º        |            |
| 2017      | TC Mouras                        | Grupo Tomasello Sport | Chevrolet Chevy    | 5          | 0          | 0          | 0          | 0          | 87.50      | 33º        |            |
| 2017      | Torneo de invitados de TC Mouras | Grupo Tomasello Sport | Chevrolet Chevy    | 2          | 0          | 0          | 0          | 0          | 15.50      | 32º        |            |
| 2018      | TC Mouras                        | Grupo Tomasello Sport | Chevrolet Chevy    | 8          | 0          | 0          | 0          | 0          | 147.50     | 24º        |            |
| 2018      | Torneo de invitados de TC Mouras | Grupo Tomasello Sport | Chevrolet Chevy    | 2          | 0          | 0          | 0          | 0          | 0.00       | 62º        |            |
| 2018      | Buenos Aires 1000 de TC          | Dose Competición      | Chevrolet Chevy    | 1          | 0          | 0          | 0          | 0          | 0          | Inv.       |            |
| 2019      | TC Mouras                        | Grupo Tomasello Sport | Chevrolet Chevy    | 16         | 0          | 0          | 0          | 0          | 376.00     | 15º        |            |
| 2019      | TC Pick Up                       | Donto Racing          | Fiat Toro          | 1          | 0          | 0          | 0          | 0          | 4.00       | 32º        |            |
| 2020      | TC Mouras                        | GTS Azar Motorsport   | Chevrolet Chevy    | 9          | 1          | 3          | 1          | 1          | 244.00     | 4º         |            |
| 2021      | TC Pista                         | GTS Azar Motorsport   | Chevrolet Chevy    | 10         | 0          | 0          | 0          | 0          | 207.00     | 25.º       |            |
| 2021      | TC Pick Up                       | Dose Competición      | Chevrolet S-10     | 1          | 0          | 0          | 0          | 0          | 12.00      | 49.º       |            |
| 2022      | TC Pista                         | Sportteam             | Chevrolet Chevy    | 4          | 0          | 0          | 0          | 0          | 105.00     | 36.º       |            |
| 2022      | TC Pista                         | Azar Motorsport       | Chevrolet Chevy    | 2          | 0          | 0          | 0          | 0          | 105.00     | 36.º       |            |
| 2023      | TC Pista                         | A&P Competición       | Chevrolet Chevy    | 15         | 1          | 1          | 1          | 0          | 309.00     | 13.º       |            |
| 2024      | TC Pista                         | FPA Racing            | Chevrolet Chevy    | 15         | 0          | 1          | 0          | 0          | 416.50     | 7.º        |            |
| 2025      | TC Pista                         | FPA Racing            | Chevrolet Chevy    | En disputa | En disputa | En disputa | En disputa | En disputa | En disputa | En disputa | En disputa |
| Fuente:   | [ 6 ]                            | [ 6 ]                 | [ 6 ]              | [ 6 ]      | [ 6 ]      | [ 6 ]      | [ 6 ]      | [ 6 ]      | [ 6 ]      | [ 6 ]      |            |

## Resultados

### Resultados completos en TC Pista Mouras
| Año                   | Año             | Fechas | Fechas | Fechas | Fechas | Fechas | Fechas | Fechas | Fechas | Fechas | Fechas | Fechas | Fechas | Fechas | Fechas | Fechas       | Posición final      |
| Equipo                | Automóvil       | Fechas | Fechas | Fechas | Fechas | Fechas | Fechas | Fechas | Fechas | Fechas | Fechas | Fechas | Fechas | Fechas | Fechas | Fechas       | Posición final      |
| 2015                  | 2015            | 01     | 02     | 03     | 04     | 05     | 06     | 07     | 08     | 09     | 10     | 11     | 12     | 13     | 14     | Bandera de ? | Posición final      |
| --------------------- | --------------- | ------ | ------ | ------ | ------ | ------ | ------ | ------ | ------ | ------ | ------ | ------ | ------ | ------ | ------ | ------------ | ------------------- |
| Grupo Tomasello Sport | Chevrolet Chevy | 10     | 14     | 15     | SV     | 13     | 31     | 7º     | SV     | 26     | 31     | 10     | 7º     | 7º     | 11     |              | 15º (260.00 puntos) |
|                       |                 |        |        |        |        |        |        |        |        |        |        |        |        |        |        |              |                     |
| 2016                  | 2016            | 01     | 02     | 03     | 04     | 05     | 06     | 07     | 08     | 09     | 10     | 11     | 12     | 13     | 14     | 15           | Posición final      |
| Grupo Tomasello Sport | Chevrolet Chevy | 10     | 26     | 2º     | 10     | 15     | 18     | 10     | 11     | 25     |        |        |        |        |        |              | 13º (309.50 puntos) |
| Trotta Racing Team    | Chevrolet Chevy |        |        |        |        |        |        |        |        |        | 10     | 28     | 13     | Ex.    | 17     | 6º           | 13º (309.50 puntos) |

### Resultados completos en TC Mouras
| Año                             | Año             | Fechas | Fechas | Fechas | Fechas | Fechas | Fechas | Fechas | Fechas | Fechas | Fechas | Fechas | Fechas | Fechas | Fechas | Fechas | Fechas       | Posición final      |
| Equipo                          | Automóvil       | Fechas | Fechas | Fechas | Fechas | Fechas | Fechas | Fechas | Fechas | Fechas | Fechas | Fechas | Fechas | Fechas | Fechas | Fechas | Fechas       | Posición final      |
| ------------------------------- | --------------- | ------ | ------ | ------ | ------ | ------ | ------ | ------ | ------ | ------ | ------ | ------ | ------ | ------ | ------ | ------ | ------------ | ------------------- |
| 2017                            | 2017            | 01     | 02     | 03     | 04     | 05     | 06     | 07     | 08     | 09     | 10     | 11     | 12     | 13     | 14     | 15     | Bandera de ? | 33º (87.50 puntos)  |
| Grupo Tomasello Sport           | Chevrolet Chevy | 17     | NL     | NP     | 28     | 13     | 9º     | NP     | NP     | NP     | NP     | NP     | NP     | NP     | NP     | NP     | NP           | 33º (87.50 puntos)  |
|                                 |                 |        |        |        |        |        |        |        |        |        |        |        |        |        |        |        |              |                     |
| 2018                            | 2018            | 01     | 02     | 03     | 04     | 05     | 06     | 07     | 08     | 09     | 10     | 11     | 12     | 13     | 14     | 15     | Bandera de ? | 24º (147.50 puntos) |
| Grupo Tomasello Sport           | Chevrolet Chevy | 12     | SV     | 13     | 18     | NP     | NP     | NP     | 19     | 13     | 26     | NP     | 17     | NP     | NP     | NP     | NP           | 24º (147.50 puntos) |
|                                 |                 |        |        |        |        |        |        |        |        |        |        |        |        |        |        |        |              |                     |
| 2019                            | 2019            | 01     | 02     | 03     | 04     | 05     | 06     | 07     | 08     | 09     | 10     | 11     | 12     | 13     | 14     | 15     | 16           | 15º (376.00 puntos) |
| Grupo Tomasello Sport           | Chevrolet Chevy | 14     | 8º     | 15     | 13     | 5º     | 19     | 6º     | 12     | 16     | 21     | 6º     | 16     | 19     | SV     | 22     | 9º           | 15º (376.00 puntos) |
|                                 |                 |        |        |        |        |        |        |        |        |        |        |        |        |        |        |        |              |                     |
| 2020                            | 2020            | 01     | 01     | 02     | 02     | 03     | 03     | 04     | 04     | 05     | 05     | 06     | 06     | 07     | 07     | 08     | 09           | 4º (244.00 puntos)  |
| Grupo Tomasello Azar Motorsport | Chevrolet Chevy | 1º     | 1º     | 4º     | 4º     | 4º     | 4º     | 3º     | 3º     | Ex.    | Ex.    | 9º     | 9º     | 10     | 10     | 3º     | 25           | 4º (244.00 puntos)  |